# Trümmelbach

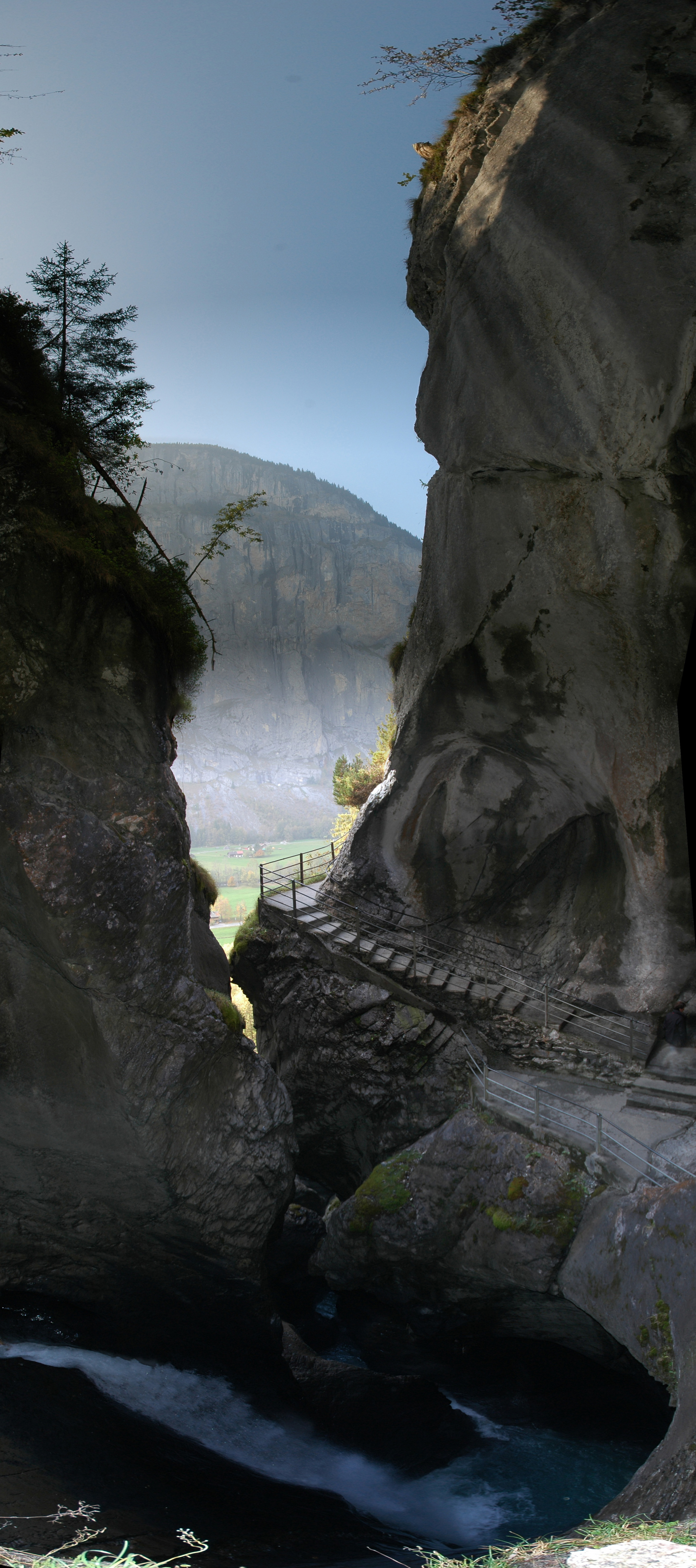
Trümmelbach

Trümmelbach (niem. Trümmelbachfälle) – seria dziesięciu wodospadów w Szwajcarii. Znajdują się w pobliżu miejscowości Lauterbrunnen, w kantonie Berno, w Alpach Berneńskich. Całkowita wysokość wodospadów wynosi 140 m. Wody wodospadu pochodzą z lodowców w rejonie szczytów Eiger, Mönch i Jungfrau. Wodospady Trümmelbach są jedynymi na świecie wodospadami lodowcowymi dostępnymi pod ziemią za pomocą wind i systemu korytarzy. Ich przepustowość wynosi 20 000 litrów na sekundę. Co roku woda niesie ze sobą około 20 000 ton materiału skalnego.
Razem z Jungfrau oraz lodowcem Aletschgletscher wodospady te zostały wpisane na listę światowego dziedzictwa UNESCO. Jest to jedna z głównych atrakcji doliny Lauterbrunnental, zwanej Doliną 72 Wodospadów.

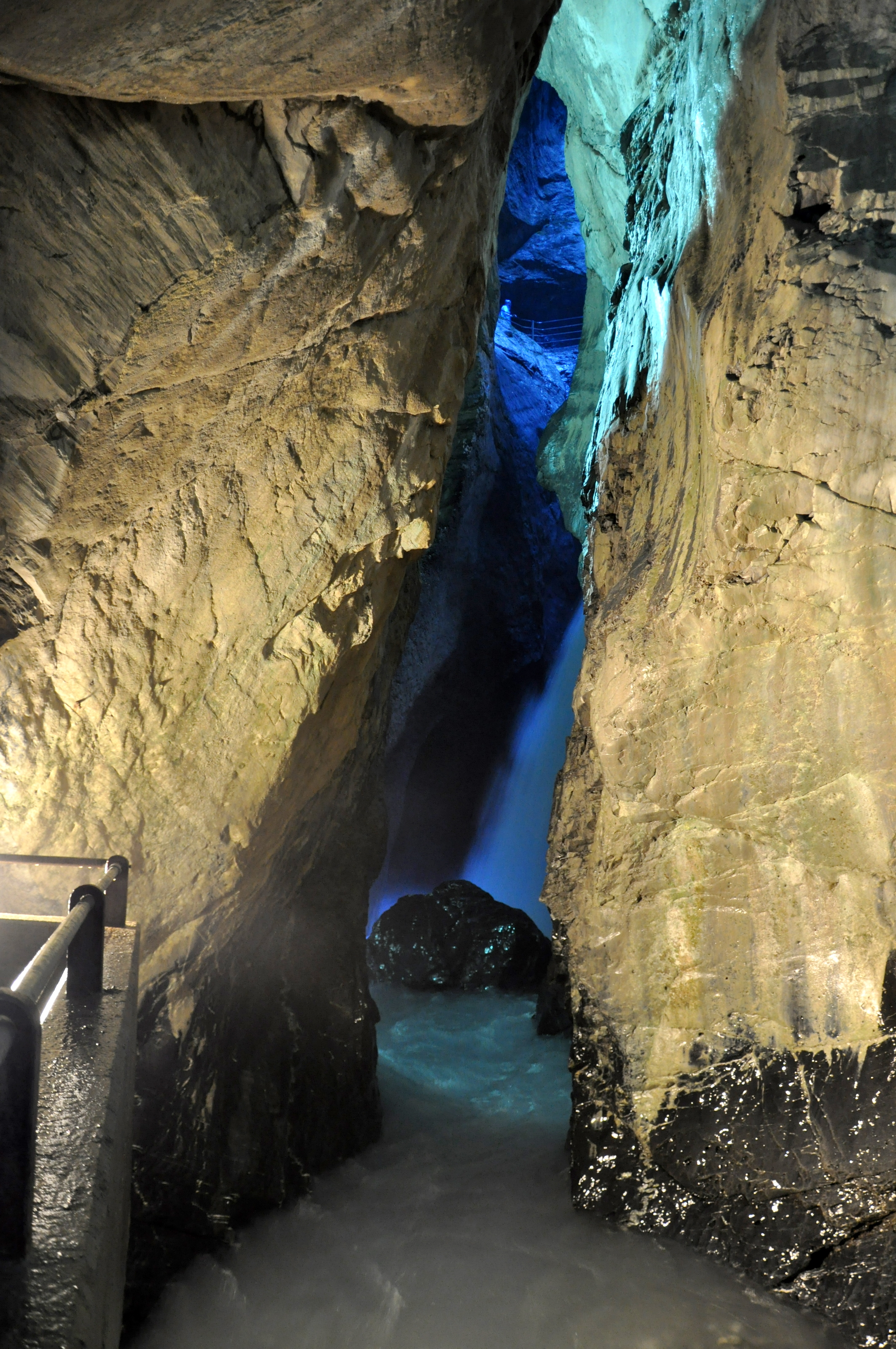
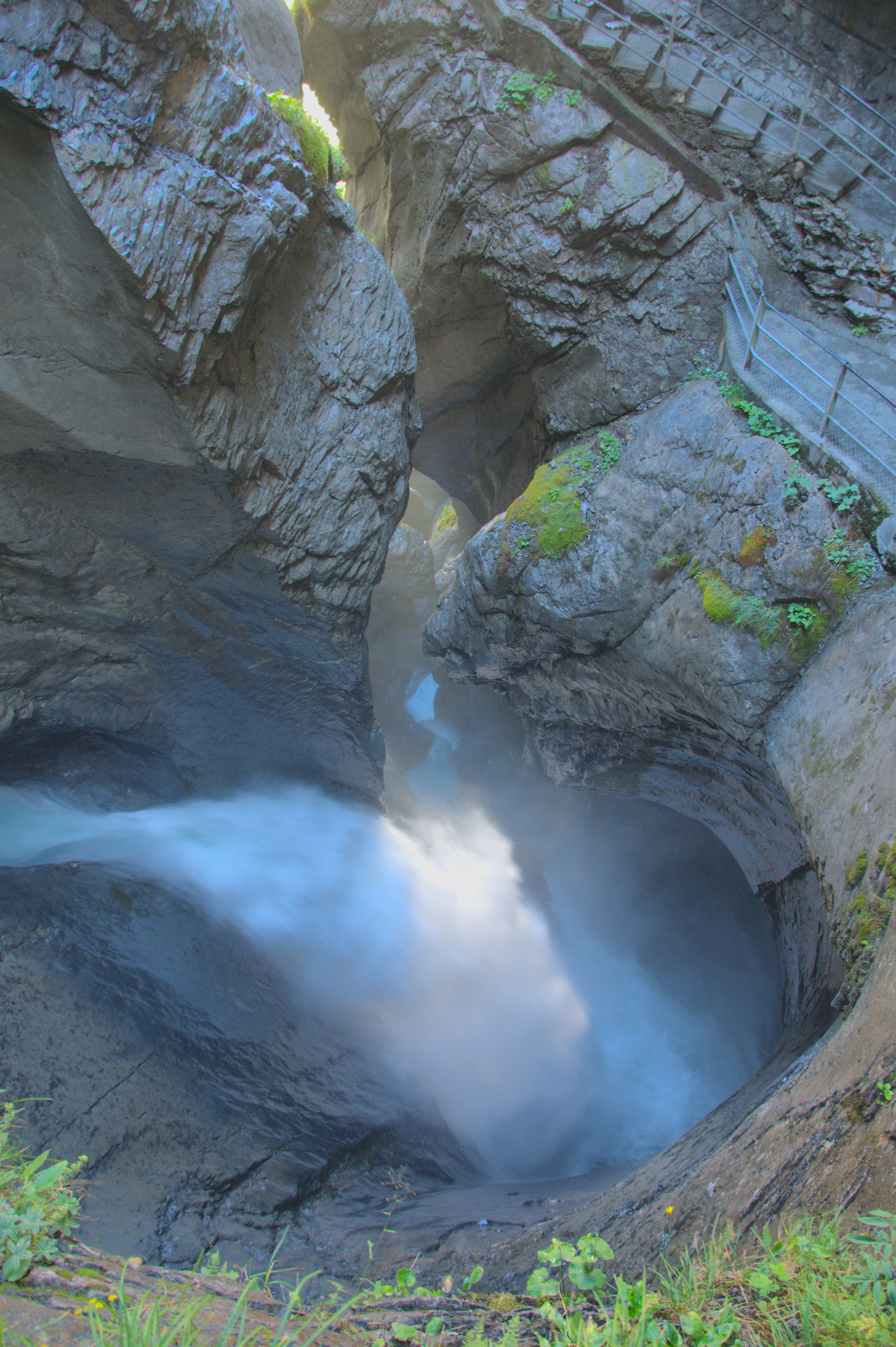
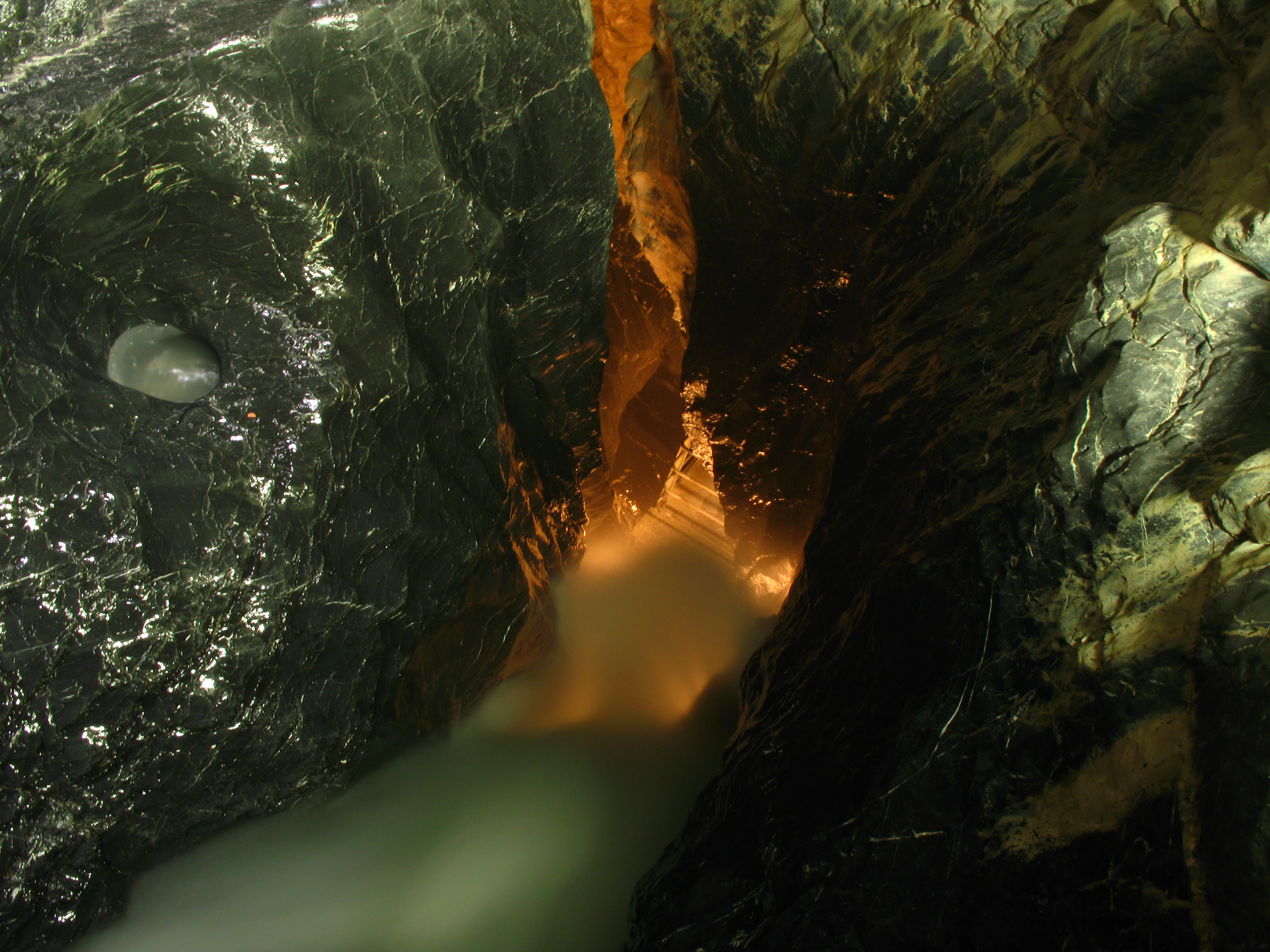
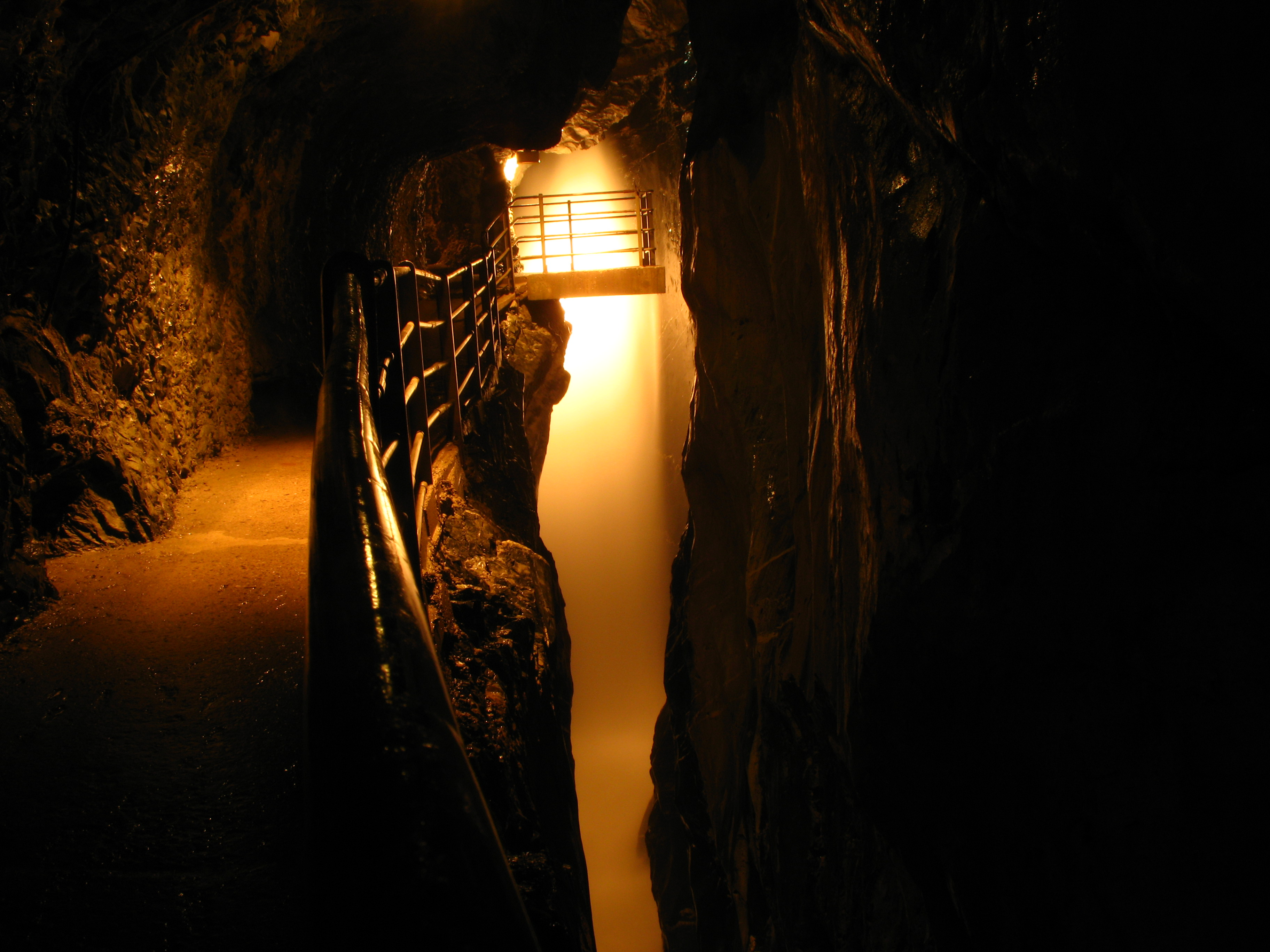
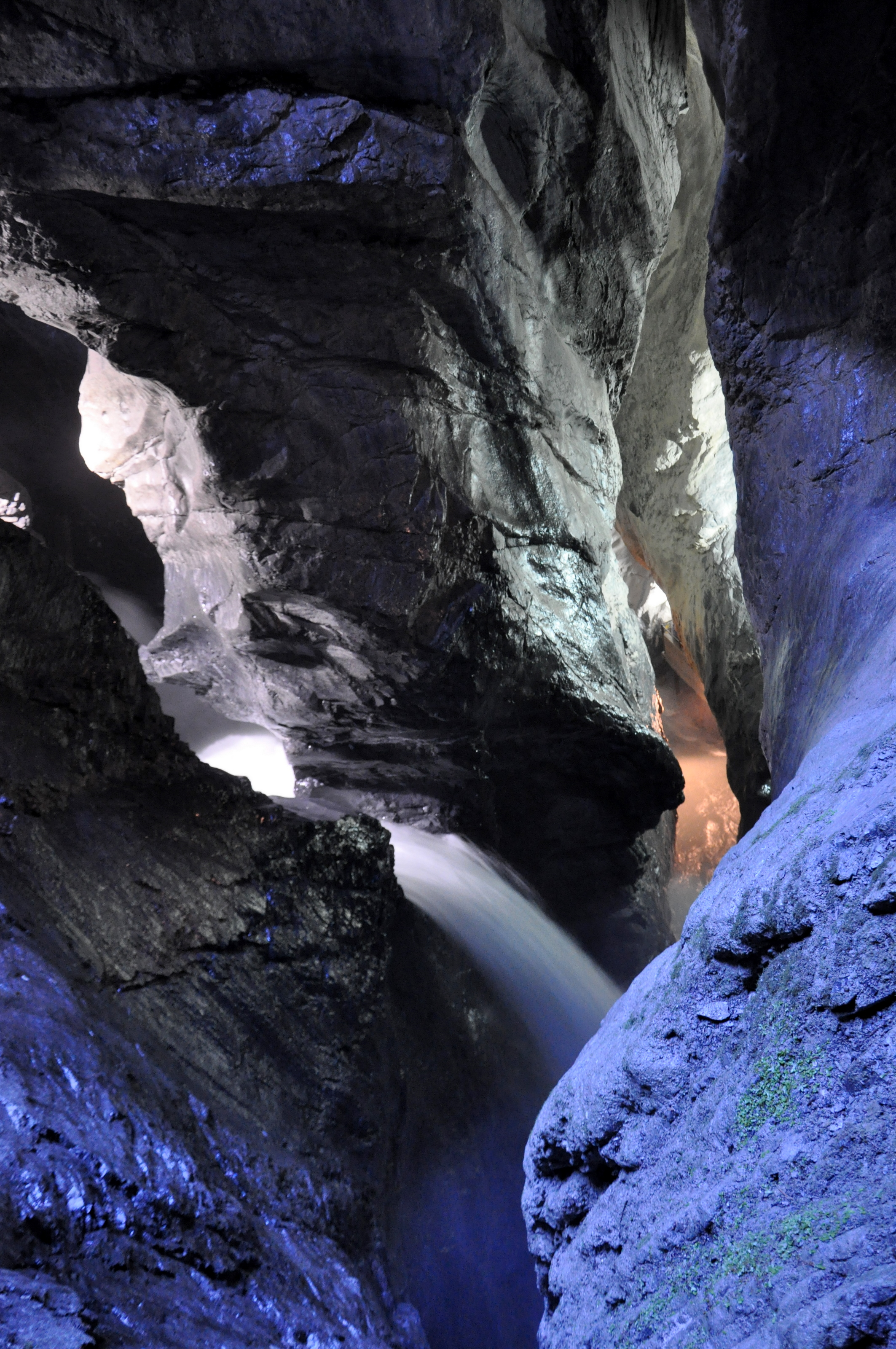
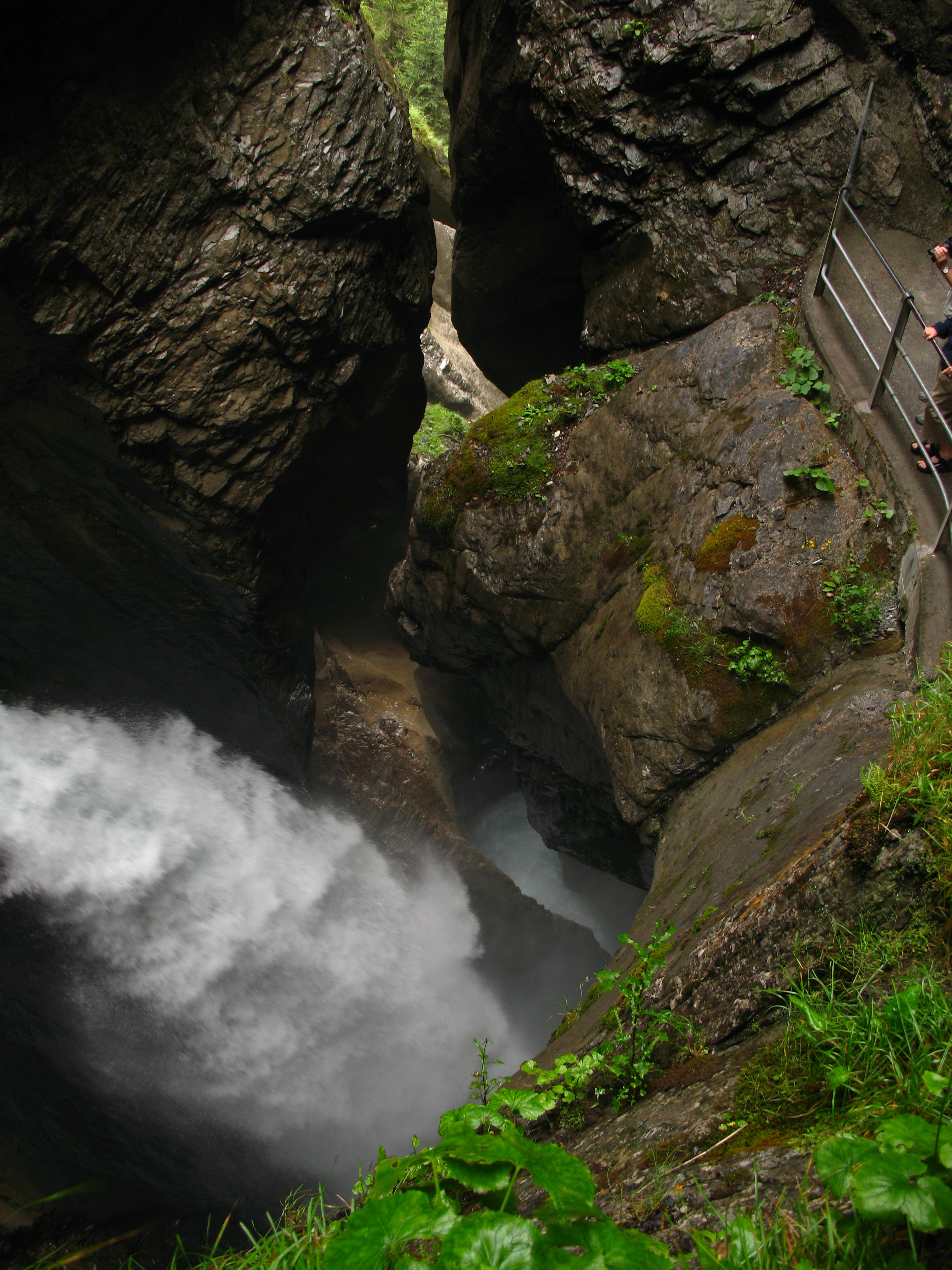
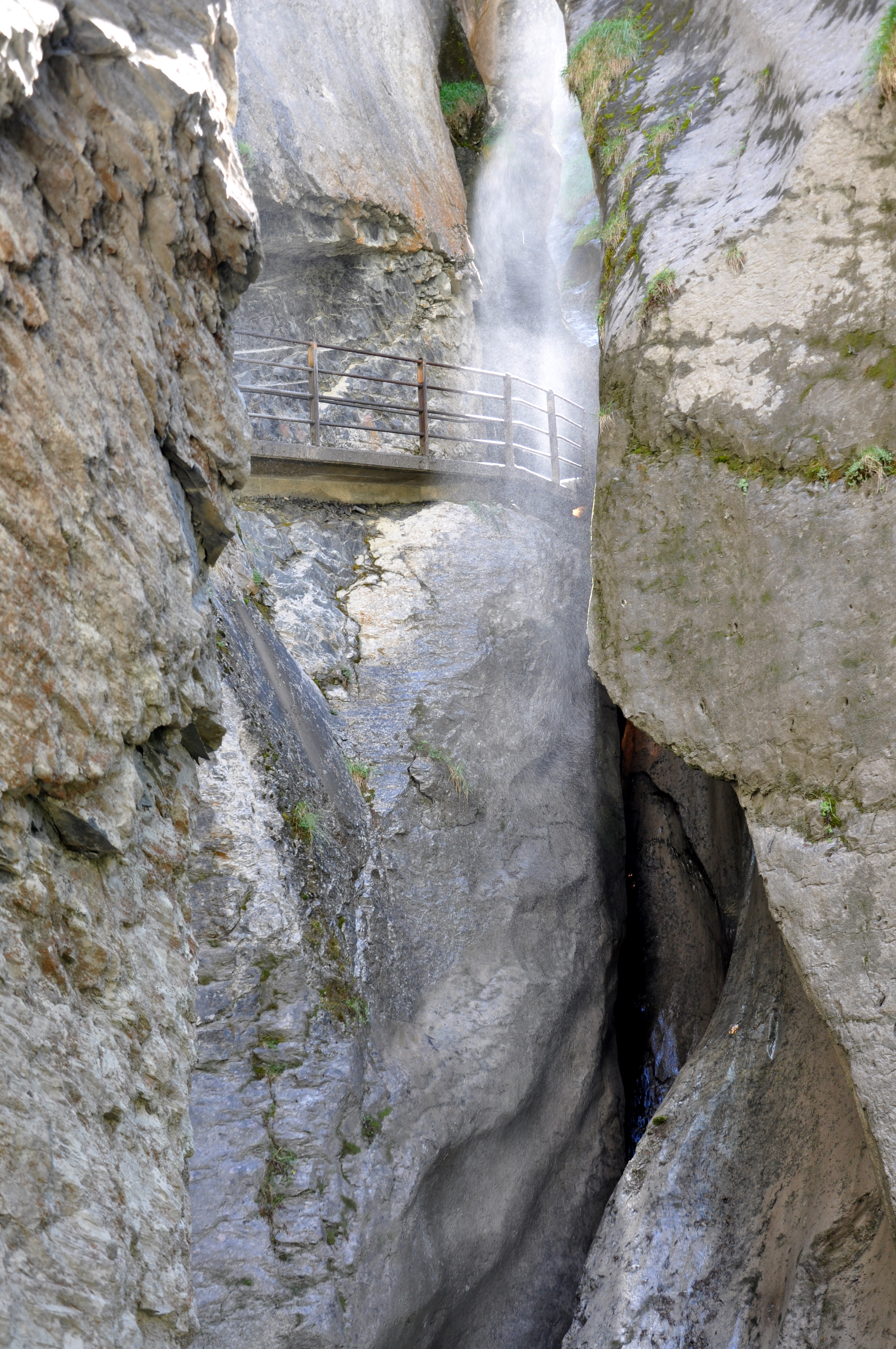